# EEF1E1
EEF1E1 (англ. Eukaryotic translation elongation factor 1 epsilon 1) – білок, який кодується однойменним геном, розташованим у людей на короткому плечі 6-ї хромосоми. Довжина поліпептидного ланцюга білка становить 174 амінокислот, а молекулярна маса — 19 811.
| 10         |  | 20         |  | 30         |  | 40         |  | 50         |
| ---------- |  | ---------- |  | ---------- |  | ---------- |  | ---------- |
| MAAAAELSLL |  | EKSLGLSKGN |  | KYSAQGERQI |  | PVLQTNNGPS |  | LTGLTTIAAH |
| LVKQANKEYL |  | LGSTAEEKAI |  | VQQWLEYRVT |  | QVDGHSSKND |  | IHTLLKDLNS |
| YLEDKVYLTG |  | YNFTLADILL |  | YYGLHRFIVD |  | LTVQEKEKYL |  | NVSRWFCHIQ |
| HYPGIRQHLS |  | SVVFIKNRLY |  | TNSH       |  |            |  |            |

A: Аланін

C: Цистеїн

D: Аспарагінова кислота

E: Глутамінова кислота

F: Фенілаланін

G: Гліцин

H: Гістидин

I: Ізолейцин

K: Лізин

L: Лейцин

M: Метіонін

N: Аспарагін

P: Пролін

Q: Глутамін

R: Аргінін

S: Серин

T: Треонін

V: Валін

W: Триптофан

Задіяний у таких біологічних процесах, як біосинтез білка, ацетилювання, альтернативний сплайсинг. 
Локалізований у цитоплазмі, ядрі.